# Bahr al-Ghazal (rivier in Zuid-Soedan)
De Bahr al Ghazal (Arabisch: بحر الغزال, "Gazellenrivier") of Naam in het Nuer, is een rivier in Zuid-Soedan. De Zuid-Soedanese regio Bahr-al-Ghazal ontleent haar naam aan de rivier.
De Bahr al Ghazal is de belangrijkste linker (westelijke) zijrivier van de Nijl. Ze is 716 km lang, stromend door de Sudd-draslanden naar het Nomeer, waar ze uitmondt in de Witte Nijl. 

## Hydrologie

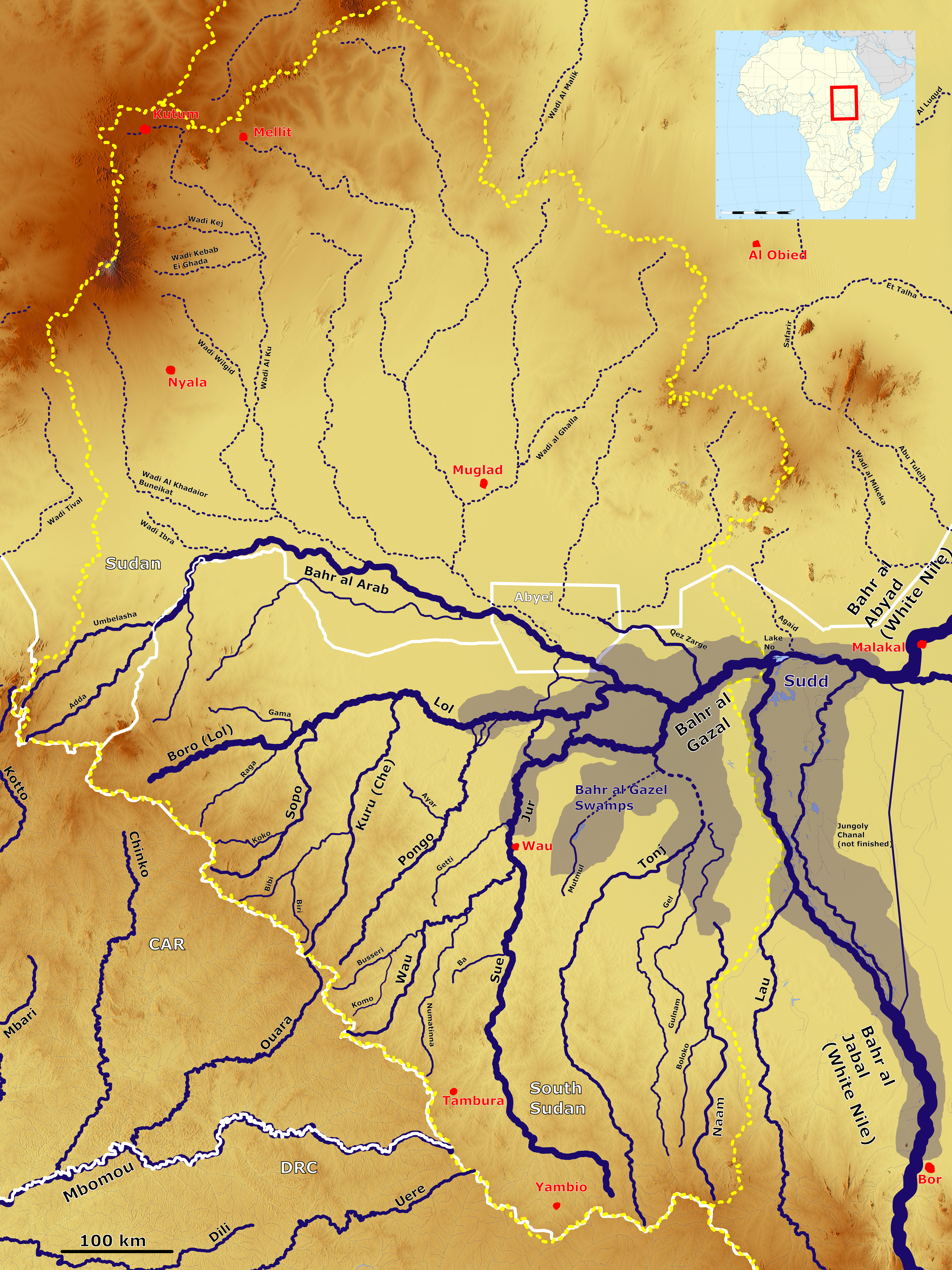
Bahr al Ghazal-rivierbekken

Het stroomgebied van de Bahr al Ghazal is het grootste van alle deelbekkens van de Nijl, met een oppervlakte van 520.000 m², maar draagt een relatief kleine hoeveelheid water bij, ongeveer 2 m³/s op jaarbasis, als gevolg van de enorme hoeveelheden water die verloren gaan in de Sudd-draslanden. Seizoensgebonden varieert de afvoer van de rivier van nul tot 48 m³. 
Volgens sommige bronnen wordt de rivier gevormd door de samenvloeiing van de rivieren Jur en Bahr al-Arab. Andere, recentere bronnen zeggen echter dat de rivier ontspringt in de Sudd-draslanden zonder dat er een definitieve bron is, dat de Jur-rivier uitmondt in het Ambadi-meer en dat de Bahr al-Arab daaronder uitmondt. Het stroomgebied van de rivier, inclusief de zijrivieren, is 851.459 km² en strekt zich uit in het westen tot aan de grens van de Centraal-Afrikaanse Republiek en in het noordwesten tot aan de regio Darfur.

## Geschiedenis
De rivier werd voor het eerst in kaart gebracht in 1772 door de Franse geograaf Jean-Baptiste Bourguignon d'Anville, hoewel de vroege Griekse geografen er al vaag bekend mee waren.